# Roundel Dome
Der Roundel Dome ist ein 1770 m hoher, kuppelförmiger und verschneiter Berg im Grahamland auf der Antarktischen Halbinsel. Auf der Ostseite des Bruce-Plateaus ragt er zwischen den Kopfenden des Crane- und des Flask-Gletschers auf. Der Berg stellt eine geeignete Landmarke für die Route vom Larsen-Schelfeis über das Bruce-Plateau zur Graham-Küste dar. 
Das UK Antarctic Place-Names Committee benannte ihn 1964 nach dem dunklen und kreisförmigen Felsvorsprung an seinem Gipfel, der in Zusammenspiel mit den glatten und verschneiten Hängen des Bergs an eine Kokarde (englisch roundel) an Flugzeugen der Royal Air Force erinnert.